# Elena Fisher
Elena Fisher a Naughty Dog által megalkotott Uncharted sorozat egyik főszereplője. Fisher a sorozat mindhárom videójátékában; az Uncharted: Drake’s Fortune-ben, az Uncharted 2: Among Thievesben és az Uncharted 3: Drake’s Deceptionben is feltűnik. Ugyan nem irányítható szereplő, azonban Fisher Nathan Drake társaként és szeretőjeként fontos szerepet tölt be a sorozatban. Emily Rose hangján szólal meg, aki a szereplő motion capture munkálatait is elvállalta.
Ugyan eredetileg barna színű haja volt, azonban a Naughty Dog az első játék megjelenése előtt szőkévé változtatta azt és az állát is hangsúlyosabbra formálták. Ő egy független, erős nő, aki a sorozat férfi főszereplőjének, Drake-nek az egyenrangú párja. A játékokban egy riportert alakít, aki Drake-kel tart a kalandozásai során. Fisher fogadtatása túlnyomórészt pozitív volt. Az egyik legerősebb női videójáték-szereplőnek nevezték, a férfi szereplőkkel való egyenlőségét dicsérték. Ugyanakkor a szereplőt kritika is érte az irreális harci bátorsága és a rámenős személyisége miatt. A szépségével is felhívta a figyelmet: számos „legvonzóbb videójáték-szereplő” listára felkerült.

## Megalkotása
Emily Rose kölcsönzi Fisher hangját, aki a szereplő motion capture munkálatait is elvégezte. A párbeszédeket a jelenetek eljátszása során vették fel. Fishert a sorozat főszereplőjének, Nathan Drake-nek a társának és egyben szerelmi érdeklődésének tárgyának szánták.
Eredetileg Fishernek barna haja és nőiesebb arca volt, azonban az első játék, az Uncharted: Drake’s Fortune megjelenése előtt az állát átszabták, haját szőkévé festették. Amikor a Sony-t a változtatás okáról kérdezték azt válaszolták, hogy „a szőkét egyszerűen jobban szerették”. A Naughty Dog tovább pontosította a változtatás okát; azt állították, hogy a fejlesztés vége felé a csapat pixel shaderei fejlődtek és amikor azt kipróbálták Elena szőke haján, akkor az jelentősen jobban nézett ki, mint eredetileg a barnán. Azt is hozzáfűzték, hogy a változtatás pusztán kozmetikai volt, mivel teljesen ugyanaz a személyiség maradt csak immár szőke hajjal és ezek a változtatások mind hozzátartoznak a játékfejlesztéshez.

## Tulajdonságai

### Személyisége
Fisher egy riporter, aki eredetileg egy dokumentumfilmmel, majd később hírközvetítéssel próbál magának nevet szerezni. Karrierjét tekintve egy „bátor és érett operatőrnőnek” tekintik. Drake találékony és talpraesett szövetségesre lelt benne.
Rose kifejtette, hogy szerinte Fisher megfontoltabb lett az első játék és a folytatása között: „Az első játékban jóval fiatalabb, jóval naivabb és mindent lehetségesnek tart, míg a másodikban gyilkosságokat és kalandokat látott...ahogy bárki felnő, azt látod benne. Kicsit megfontoltabb, kicsit cinikusabb lett.”

### Külső megjelenése
Az első játékban Fisher egy piszkos lila trikót, alatta egy fehér trikót és keki halásznadrágot visel. A második játékban számos ruhadarabot magára ölt, köztük egy anorákot és egy keki újságíró mellényt. Eredetileg Fishernek barna haja volt, a Sony is így mutatta az eredeti hirdetésekben. Azonban nem sokkal az első játék megjelenése előtt a haja szőke árnyalatot kapott.

## Szereplései

### Uncharted: Drake’s Fortune
A 2007-es Uncharted: Drake's Fortune című játékban Fisher követi Drake-et a kalandozásai során, videókamerával rögzítve azokat a televíziós műsorához. A játék elején ő és Drake feltárja Drake ősének, Sir Francis Drake-nek a koporsóját, amit Drake a nyakába akasztott családi örökségből származó gyűrűn lévő koordináták segítségével találnak meg. A koporsóban nem Sir Francis Drake maradványait találják, hanem annak naplóját, ami elvezeti őket Eldorádóba. Kalózok támadnak Drake hajójára, de Drake cimborája Victor „Sully” Sullivan megmenti őket. Miután biztonságba kerültek Sully és Drake úgy dönt, hogy magára hagyja Fishert és a kincs után erednek, viszont sikerül neki megtalálni Drake-et, miután az rájött, hogy El Dorado nem más, mint egy hatalmas arany bálvány.
A sziget felé tartva légvédelmi ütegek miatt el kell hagyniuk a repülőgépüket, ami következtében elszakadnak egymástól. Miután ismét egymásra találnak rájönnek, hogy a halottnak vélt Sully valójában életben van. Miután rájönnek, hogy a szobor el van átkozva Drake-nek meg kell akadályoznia Gabriel Romant annak erejének használatától, miközben Fishert életét is megmenti. Ezek után Fisher, Drake és Sully egy kincsekkel megrakott hajóval utaznak el.

### Uncharted 2: Among Thieves
Drake véletlenül bukkan rá Fisherre Nepálban, aki immár oknyomozó riporterként dolgozik. Ő és az operatőre be akarja bizonyítani, hogy Lazarevic háborús bűnös életben van, ellentétben a NATO állításaival. Drake megpróbálja megakadályozni, hogy Lazarevic rábukkanjon Shambhala bejáratára és a legendás Cintamani kőre. Miután ő, Drake és a csapat többi tagja talál egy templomot (ami magában rejti a Shambalához vezető titkos térképet), Elenára és operatőrére rátámadnak, s az operatőrt, Jeffet végül Lazarevic kivégzi. Elena és Drake megszökik, majd egymást segítve sikerül nekik utolérni Lazarevic vonatát.
A pár egy kis hegyi faluban talál egymásra Tibetben, ahol találkoznak Karl Schäferrel, egy némettel, aki a Schutzstaffel-expedíciót vezette Shambhalába, akit Lazarevic halálra kínoz, hogy ezzel is akadályozza Drake-t a Cintamani kő meglelésében. Drake és Elena Lazaravict követve egy kolostorhoz érnek, ahol megtalálják Shambhala bejáratát. Miután bejutottak rájönnek, hogy a Drake által korábban látott szörnyek az ősi város védelmezői. Drake és Elena Lazaravic kezére kerül, de megszöknek, amikor rájuk támadnak a szörnyek. Számos szörny és zsoldos legyőzése után ő, Nate és Chloe rábukkan az élet fájára, majd Flynn megpróbálja megölni Drake-et és csapatát (valamint magát) egy gránáttal. Ez nem sikerül neki, viszont súlyosan megsebesíti Fishert (Drake-et és Chloe-t csak kisebb sérülések érték). Miután Elenát Chloe-ra bízza, Drake szembeszáll Lazaraviccsel az élet fájánál, ami maga a Cintamani kő. Drake megsebesíti Lazaravict, a szörnyekre bízza a megölését, majd visszatér a faluba, ahol megcsókolja Elenát és kezdetét veszi a kapcsolatuk.

### Uncharted 3: Drake’s Deception
A 2011-es E3 előzetesben kiderült, hogy Elena ismét Drake és Sully segítségére siet. A videóból az is kiderült, hogy egy gyűrűt visel a bal kezén. A játékban fény derül arra, hogy ő és Drake összeházasodtak, majd később, az Uncharted 2 és a 3 eseményei között elváltak. Az Uncharted 3 végén úgy tűnik, hogy egy új esélyt adnak a kapcsolatuknak.

## Fogadtatása
Elena Fisher karakterének fogadtatása főként pozitív volt. Blaine Kyllo dicsérte Rose Fisher szerepében nyújtott teljesítményét, az egyik legjobbnak nevezte a videójátékok tekintetében, míg Meagan VanBurkleo a Game Informer magazintól Fishert az egyik „kedvenc hölgy főszereplőjének” nevezte.
A kritikusok abban egyetértettek, hogy ő egy erős női főszereplő, ami nem túl gyakori a videójátékokban. Dave Meikleham a brit GamesRadar weblaptól az egyik legerőteljesebb játékokban megjelenő nőnek nevezte. Azt is hozzáfűzte, hogy szerinte nagyszerűen ellensúlyozza Drake személyiségét, s mellette még a játékosoknak is segítségére van. Azonban kritizálták a realizmus hiánya miatt: nehezen hihetőnek vélték, hogy egy riporter, aki soha nem lőtt egyetlen fegyverrel sem ilyen hamar ilyen pontosan és vakmerően lövöldözzön. Az IGN azt írta, hogy „Ő egy igazi túlélő egy sor szokatlan képességgel.” E mellett az IGN a negyedik legjobb videójáték főhősnőnek kiáltotta ki, miközben dicsérte a Naughty Dogot amiért egy olyan női főszereplőt alkotott, ami minden tekintetben egyenlő a férfi párjával: „Nem hagyja, hogy akció lecsillapodjon, nem veszi be Drake mellébeszéléseit, és nem riad meg ha verekednie kell. Amikor az ellenség tüze a földre szorít Elena fogja elintézni a rossz fiúkat. Amikor Drake az ellenség csapdájába esik Elena lesz az aki ledönti a falakat, hogy megmentse a barátját. Amikor egy biztos, kidolgozott szereplőre lesz szükséged, akkor erre Elena lesz az elsődleges példa.”
Fisher a szépségével is felhívta magára a figyelmet. Bret Dawson, a Toronto Star egyik szerkesztője Fisher megjelenését és stílusát Jennifer Anistonéhoz hasonlította. A GameDaily a „26 legjobb videójátékos szőke” közé sorolta, hozzátéve, hogy „Egy kalandtörténet sem lenne teljes egy bajba esett kislány nélkül. Elena Fisher minden bizonnyal megfelel ezeknek: egy riporter, aki rosszkor volt rossz helyen. Szerencsére kiáll maga mellett miközben Nathan Drake-kel mélyen az esőerdőt járja, esetenként gránátvetőt kezelve.” A GameDaily ugyan vonzónak nevezte, azonban idegesítőnek is, megjegyezvén, hogy „Elena a sztereotipikus »te egy totál balfácán vagy és nem mész nélkülem sehova« csaj szerepét alakítja.” A GameDaily a negyvenkilencedik legvonzóbb „videójáték-csajnak” nevezte.